# S&P Vietnam 10 Index
S&P Vietnam 10 Index (Chỉ số S&P Việt Nam 10) đã được hãng định mức tín nhiệm Standard & Poor's công bố với danh mục 10 cổ phiếu có giá trị vốn hóa lớn và tính thanh khoản tốt nhất Việt Nam hiện nay.
Danh sách 10 công ty được lọt vào chỉ số S&P Vietnam 10 Index bao gồm:
1. Công ty Cổ phần Phát triển Đầu tư Công nghệ FPT (Mã chứng khoán: FPT)
2. Tổng Công ty Cổ phần Dịch vụ Kỹ thuật Dầu khí (PVS)
3. Tổng Công ty Cổ phần Khoan và Dịch vụ Khoan Dầu khí (PVD)
4. Tổng công ty Phân bón và Hoá chất dầu khí (Đạm Phú Mỹ) (DPM)
5. Tổng công ty Cổ phần Bảo hiểm Dầu khí Việt Nam (PVI)
6. Công ty Cổ phần Đầu tư Phát triển Đô thị và Khu công nghiệp Sông Đà (SJS)
7. Công ty Cổ phần Nhiệt điện Phả Lại (PPC)
8. Công ty Cổ phần Vincom (VIC)
9. Công ty Cổ phần đầu tư và công nghiệp Tân Tạo (ITA) thuộc Tập đoàn Tân Tạo
10. Công ty Cổ phần phát triển Đô thị Kinh Bắc (KBC)

S&P xây dựng chỉ số S&P Vietnam 10 dựa trên những tiêu chuẩn về quy mô, tính thanh khoản, tỷ lệ sở hữu của nhà đầu tư nước ngoài và khả năng thương mại không bị giới hạn bởi vị trí địa lý. Các công ty lọt vào danh mục này phải có mức vốn hóa đạt trên 50 triệu đồng/công ty và giao dịch trong 3 tháng trở lại đây phải đạt trên 250.000 USD/ngày.
Bộ chỉ số này ra đời sẽ tạo điều kiện cho các nhà đầu tư quốc tế bước đầu tiếp cận với thị trường chứng khoán Việt Nam cũng như định hướng cho các nhà đầu tư trong nước.